# Мурув (гміна)
Гміна Мурув (пол. Gmina Murów) — сільська гміна у південно-західній Польщі. Належить до Опольського повіту Опольського воєводства.
Станом на 31 грудня 2011 у гміні проживало 5604 особи.

## Площа
Згідно з даними за 2007 рік площа гміни становила 160.26 км², у тому числі:
- орні землі: 19.00%
- ліси: 75.00%

Таким чином, площа гміни становить 10.10% площі повіту.

## Населення
Станом на 31 грудня 2011:
| Опис     | Загалом | Загалом | Чоловіки | Чоловіки | Жінки | Жінки |
| -------- | ------- | ------- | -------- | -------- | ----- | ----- |
| одиниця  | осіб    | %       | осіб     | %        | осіб  | %     |
| все      | 5604    | 100     | 2715     | 48.45    | 2889  | 51.55 |
| міське   | 0       | 100     | 0        |          | 0     |       |
| сільське | 5604    | 100     | 2715     | 48.45    | 2889  | 51.55 |

## Сусідні гміни
Гміна Мурув межує з такими гмінами: Волчин, Добжень-Велькі, Ключборк, Лубняни, Лясовіце-Вельке, Покуй.